# 市被
市被（前4世纪—前314年），战国时燕国人。

## 生平
市被在燕王哙属下为将军。燕王哙年老，不听政，国事皆由相国子之处置。前318年，燕王哙将君位禅让给子之。子之行王事三年，国内大乱；市被与太子平合谋起兵攻打子之，围困王宫，没有成功，市被反攻太子，构难数月，死者数万人，市被和太子平皆戰死。此時齐宣王命匡章趁機伐燕，将子之剁成肉酱，杀燕王哙。